# Patagons

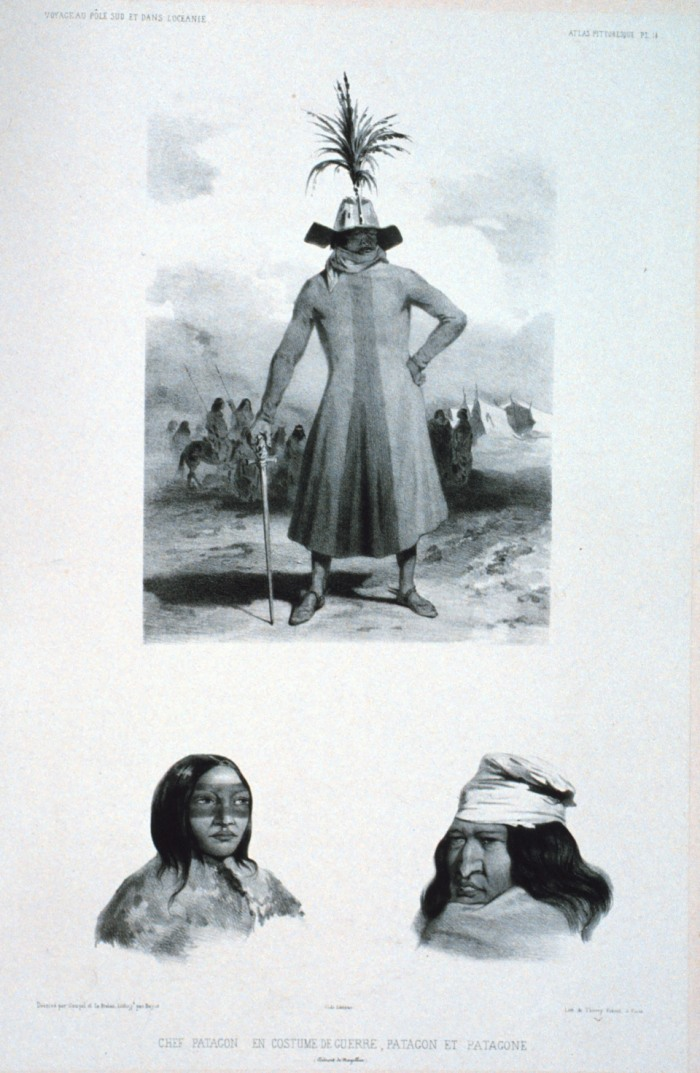
Représentation d'un chef patagon en habits de guerre près du détroit de Magellan (Jules Dumont d'Urville, années 1840).

Les Patagons sont une tribu mythique de Sud-Amérindiens décrite dans les premiers témoignages européens sur la Patagonie, dont en tout premier lieu celui d'Antonio Pigafetta. Ils étaient censés mesurer plus du double de la taille d'un être humain ordinaire, certains témoignages les créditant de 3 m, voire plus. Jusqu'à la fin du XVIIe siècle, les cartes des Amériques appelaient regio gigantum (« région des géants » en latin) cette région de l'Amérique du Sud. Des descriptions européennes de la région alimentèrent le mythe pendant 250 ans avant d'être discréditées à la fin du XVIIIe siècle alors même que Francis Drake avait déjà observé en 1578 : « Les sauvages ne sont pas de si grande taille que les Espagnols le disent ».

## À l'origine du mythe
La première mention de l'existence d'un peuple patagon provient de l'expédition conduite par Magellan au début du XVIe siècle. Antonio Pigafetta, le chroniqueur de ce premier voyage autour du monde, a raconté la rencontre au début de l'année 1520 à San Julián des membres d'équipage avec un autochtone décrit comme un « géant » qui « était tant grand que le plus grand de nous ne lui venait qu'à la ceinture » et a précisé plus loin que « le capitaine appela cette manière de gens Pataghoni ». Pigafetta n'explique pas les raisons de cette dénomination. Il fut longtemps supposé que le terme dérivait de « pata » (« pied » en espagnol) et la Patagonie fut interprété comme la « terre des grands pieds ». Par ailleurs, le premier homme rencontré par les compagnons de Magellan est décrit comme « étant habillé de la peau d'un animal, qui avait la tête et les oreilles d'un mulet, le corps d'un chameau et la queue d'un cheval. Les extrémités de cette même peau lui servaient de souliers, de manière qu'il paraissait avoir des pattes de bête ; ce qui nous le fit nommer Patagon ». L'hypothèse désormais généralement retenue fait remonter ce mot au nom d'un personnage du roman de chevalerie Primaleón de Grecia appelé « Patagón ». Magellan, qui connaissait certainement ce roman alors très en vogue, aurait associé cette créature mi-homme mi-animal aux autochtones rencontrés en raison notamment de leur accoutrement et de leur consommation de viande crue.

## Des témoignages de navigateurs

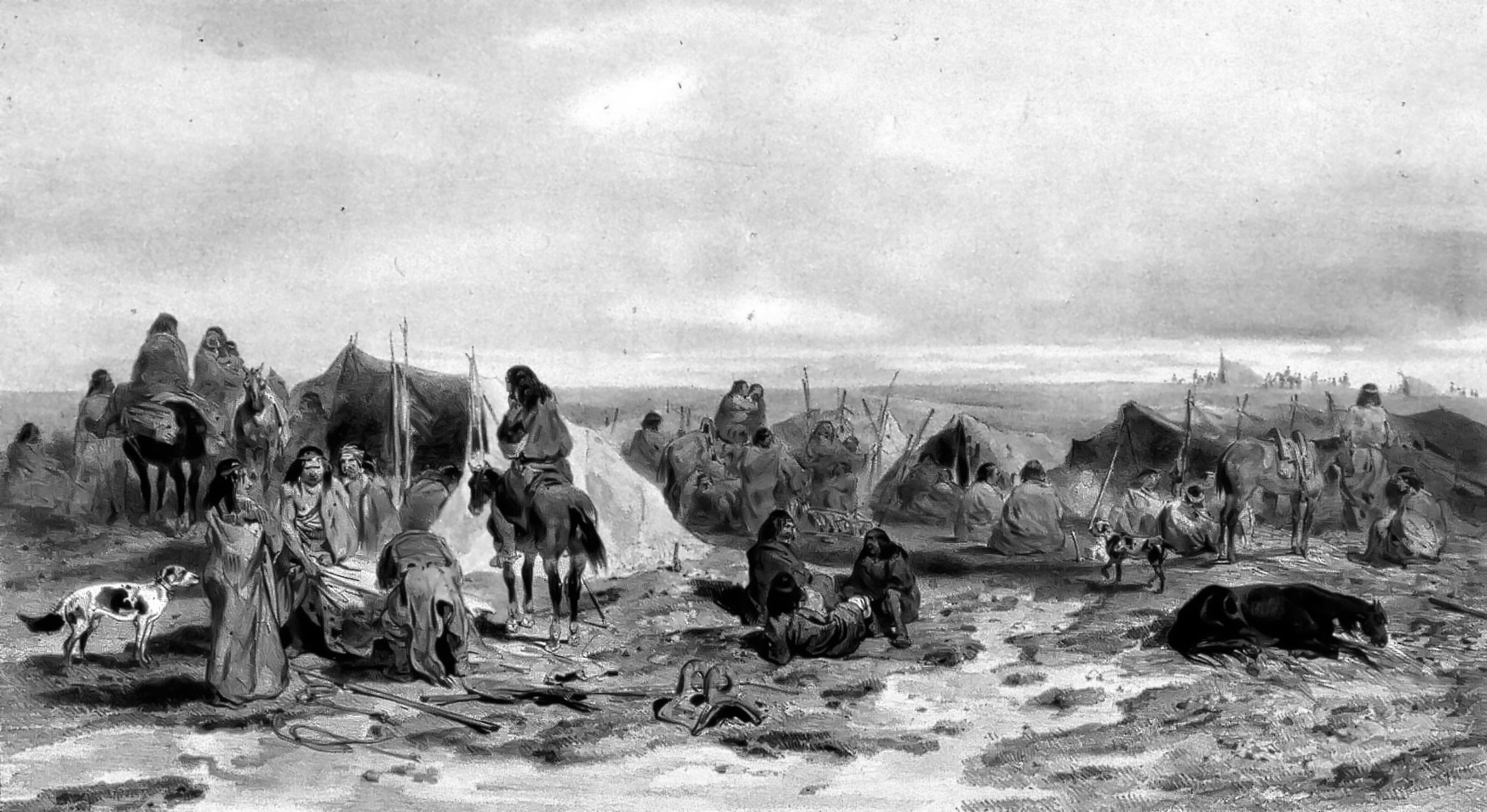
Illustration d'un camp patagon par Jules Dumont d'Urville, années 1840.

Plusieurs navigateurs ont contribué à soutenir l'existence des Patagons.
À la fin des années 1580, Thomas Cavendish prétendit avoir vu des « géants de 15 ou 16 empans de haut » en Patagonie.
En 1767, la relation de voyage de John Byron relançait le mythe des Patagons en prétendant que l'équipage de la HMS Dolphin avait rencontré des autochtones de près de 3 m de haut sur les côtes de Patagonie, des « hommes gigantesques » : « Leur taille moyenne nous parut être d'environ huit pieds, et la plus haute de neuf pieds et plus. Nous n'employâmes aucune mesure pour nous en assurer, mais nous avons des raisons de croire que nous diminuons leur grandeur plutôt que nous l'exagérons ».
À la même époque, Louis Antoine de Bougainville écrivait : « Ces hommes sont de belle taille : parmi ceux que nous avons vus, aucun n'était en dessous de cinq pieds cinq à six pouces, ni au-dessus de cinq pieds neuf à dix pouces [...]. Ce qui m'a paru gigantesque en eux, c'est leur énorme carrure, la grosseur de leur tête et l'épaisseur de leurs membres. »

## Du mythe à la réalité anthropométrique
Il fut généralement admis par la suite que les géants patagons n'étaient qu'un mythe, grâce notamment au voyage d'étude d'Alcide Dessalines d'Orbigny qui lui fit écrire en 1830 : « Je ne voyais pas en eux des géants, mais seulement de beaux hommes. »
Au XXe siècle, des études anthropométriques ont permis d'établir que la moyenne de taille chez les hommes tehuelches, l'ethnie rencontrée par l'expédition de Magellan, était d'environ 1,80 m, « une stature plus imposante que les Ibériques [du XVIe siècle], et il est tout à fait compréhensible que ces derniers les aient décrits comme des géants ».